# Олга Марасовић
Олга Марасовић (Кричке, код Дрниша, 17. јул 1914 — Дубровник, 1996) била је учесница Народноослободилачке борбе и друштвено-политичка радница Социјалистичке Републике Босне и Херцеговине.

## Биографија
Рођена је у селу Кричке, код Дрниша. Гимназију је похађала у Бијељини, где је матурирала 1933. године. Током школовања, прикључила се омладинском револуционарном покрету и у пролеће 1933. била учесница штрајка матураната и учесника седмог разреда, који је организован као реакција на понашање професора и њихових покушаја да међу ученицима шире политичке идеје.
Потом је студирала на Прваном факултету у Београду, где је учествовала у студентском револуционаром покрету. Године 1938. постала је члан Комунистичке партије Југославије (КПЈ), а због свог револуционарног рада више пута је хапшена. Године 1939. долази у Бијељину, како би помогла у организовању Збора за женско право гласа.
Након окупације Југославије, активно је учествовала у Народноослободилачком покрету (НОП). Деловала је у окупраном Сарајеву, где је била секретар Месног комитета КПЈ за Сарајево. Ухапшена је 1942, али је уз помоћ другова успела да побегне из затвора и пребаци се на ослобођену територију Херцеговине, где јеступила у партизане. Била је члан Политичког бироа Десете херцеговачке ударне бригаде и члан Обласног комитета КПЈ за Херцеговину.
Након рата, бирана је за републичког и савезног посланика, била је члан Централног комитета Савеза комуниста Босне и Херцеговине. Члан Извршног одбора Глабног одбора Социјалистичког савеза радног народа Босне и Херцеговине и Централног одбора Савеза женских друштава Југославије.
Била је удата за Угљешу Даниловића.
Преминула је у Дубровнику 1996. године.
Носилац је Партизанске споменице 1941. и других југословенских одликовања, међу којима су Орден заслуга за народ са златном звездом, Орден братства и јединства са златним венцем, Орден за храброст и др.